# Нукулау
Нукулау (Nukulau) — небольшой остров, входящий в острова Вити-Леву.

## История
Остров Нукулау сыграл важную роль в истории Фиджи. В 1846 году остров приобрёл за 30 долларов американский консул Джон Браун Вильямс и построил там для себя двухэтажный дом. 4 июля 1849 года, во время празднования Дня независимости США, из-за пожара, начавшегося от фейерверка, сгорел принадлежавший Вильямсу склад, а имущество, спасённое во время пожара, было растащено туземцами. В 1855 сгорел принадлежавший Вильямсу дом. Опираясь на поддержку американского флота, Вильямс потребовал у Такомбау (которого американцы приняли за короля всего Фиджи и, следовательно, ответственного за деятельности всех фиджийцев) выплаты компенсации за различный причинённый американским поселенцам на Фиджи ущерб, на общую сумму порядка 50 тысяч долларов США. Опасаясь американского вторжения, Такомбау обратился за помощью к Великобритании, которая попыталась помочь фиджийцам в организации единого королевства. Однако все попытки организации фиджийского самоуправления провалились, и в итоге в 1874 году острова Фиджи были переданы под власть Великобритании.
С 1879 по 1916 годы на острове находился карантинный центр для прибывающих на острова Фиджи индийцев. После проверки здоровья иммигранты либо отправлялись работать на фиджийские сахарные плантации, либо возвращались в Индию.
В 2000 году на острове была открыта тюрьма, в которую были помещены Джордж Спейт и другие участники государственного переворота 2000 года, свергнувшего правительство премьер-министра Махендры Чаудри. 18 декабря 2006 года диктатор Фиджи Фрэнк Мбаинимарама объявил, что содержание отдельной тюрьмы обходится стране слишком дорого, и потому она будет закрыта, заключённых переведут в другие тюрьмы на Вити-Леву, а на острове будет восстановлен общественный парк, как это и было до 2000 года. 26 декабря 2006 года остров был вновь открыт для посещения всеми желающими.